# Bataille de Yellow Bayou
Guerre de Sécession
Batailles
Campagne de la Red River
- Fort De Russy
- Mansfield
- Pleasant Hill
- Blair's Landing
- Monett's Ferry
- Mansura
- Yellow Bayou

La bataille de Yelow Bayou s'est déroulée le 18 mai 1864 dans la paroisse d'Avoyelles, en Louisiane entre les forces de l'Union et confédérées. Après avoir appris la présence de forces confédérées dans le Yellow Bayou, le brigadier général Joseph A. Mower reçoit l'ordre de stopper leur progression. Les forces de l'Union attaquent ensuite les confédérés et les repoussent vers leur ligne principale. Les confédérés contre-attaquent ensuite, obligeant les forces de l'Union à retraiter, jusqu'à ce qu'elles repoussent finalement l'attaque confédérée. Cette action en « balancier » dure quelques heures, jusqu'à ce que le sol prenne feu, et les deux côtés sont forcés à battre en retraite.

## Contexte
Le major général Nathaniel P. Banks au cours de sa retraite lors de la campagne de la Red River, à la suite de la bataille de Mansfield et de la bataille de Pleasant Hill, atteint la rivière Atchafalaya, le 17 mai. Une fois de l'autre côté de la rivière, il sera à l'abri du harcèlement continu des confédérés. Mais, il doit attendre pour traverser la rivière la construction d'un pont par les ingénieurs de l'armée.

## Forces en présence

### Union

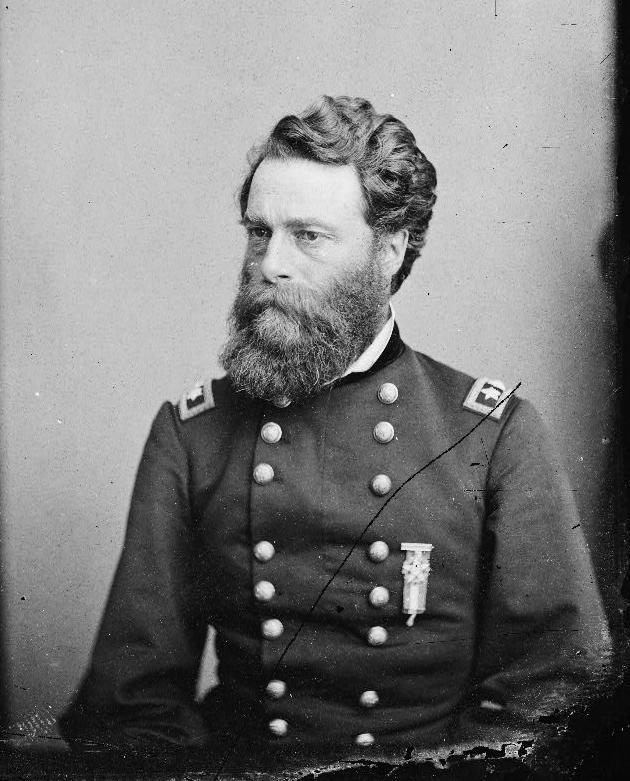
Brig. Gen. Joseph A. Mower, USA

### Confédération

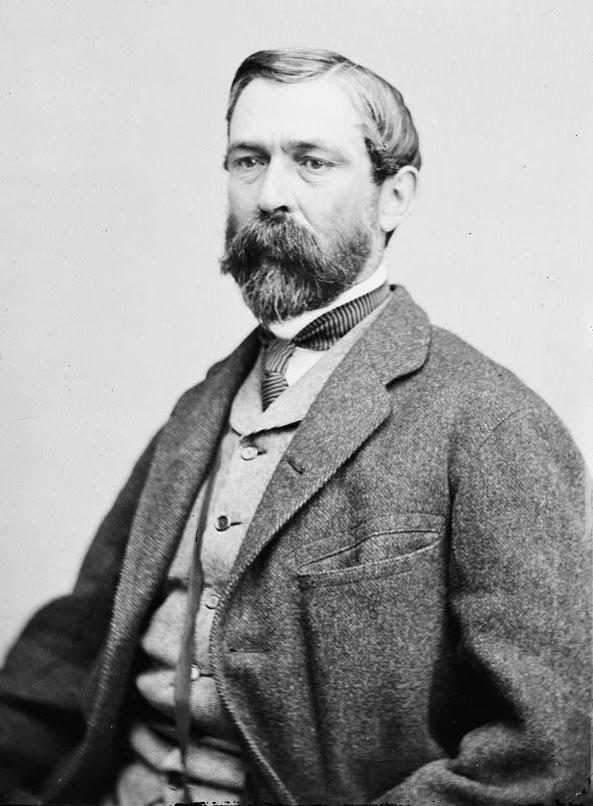
Maj. Gen. Richard Taylor, CSA

## Bataille
Le 18 mai, Banks apprend que la force du major général Richard Taylor est à proximité du Yellow Bayou, il ordonne donc au brigadier général A. J. Smith de les arrêter. Comme Smith ne peut pas le faire lui-même, il ordonne au brigadier général Joseph A. Mower de se confronter à Taylor. Les Yankees attaquent et repoussent les rebelles jusqu'à leur ligne principale. Les confédérés contre-attaquent, forçant les fédéraux à céder du terrain. La force de l'Union repousse finalement les confédérés. Cette action en balancier se poursuit pendant plusieurs heures jusqu'à ce que le sol prenne feu, forçant les deux côtés à la retraite.

## Conséquences
Yellow Bayou est la dernière bataille de la malheureuse expédition de la Red River de Banks ; elle permet aux fédéraux de se retirer en bon ordre et de pouvoir combattre à nouveau.